# Ragvald Puke (1398–1449)

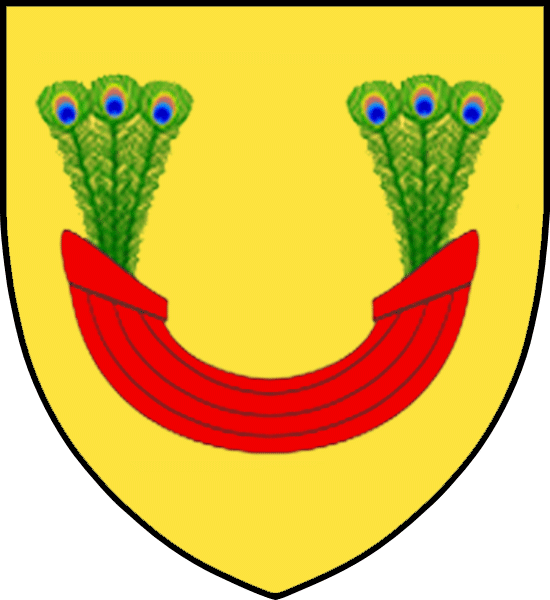
Yngre Pukeättens heraldiska vapen.

Ragvald Puke, född 1398, död tidigast 1449, var en svensk riddare i yngre Pukeätten och lagman.

## Biografi
Ragvald Puke var son till väpnaren Peter Ragvaldsson och Katarina Håkansdotter (stjärnbåt) i Örtomta socken.
Han var en svensk riddare i yngre Pukeätten, lagman i Östergötland åtminstone 1441 till 1448. Ragvald deltog när kung Erik av Pommern och det svenska riksrådet 1436 i Vadstena slöt stillestånd, liksom i ytterligare herre- och unionsmöten 1438–1441. I utkast till Karlskrönikan anges att han skall ha bidragit till att Erik Puke avrättades på order av Karl Knutsson (Bonde). Han blev riddare vid Karls kröning 1448.

### Familj
Puke var gift med Anna Markvardsdotter, dotter av fogden Markvard Sten (stolpe) på Visborgs slott och Katarina Henningsdotter (Königsmark). De fick tillsammans barnen väpnaren Peter Bonde (död 1469), nunnan Ida Puke vid Klara kloster och Ingeborgs Ragvaldsdotter som var gift med väpnaren och riksrådet, lagmannen Peder Ragvaldsson (Fargalt) i Södermanlands län.